# Église de l'Ascension de Deč
Pour les articles homonymes, voir Église de l'Ascension.
L'église de l'Ascension de Deč (en serbe cyrillique : Црква Светог Вазнесења у Дечу ; en serbe latin : Crkva Svetog Vaznesenja u Deču) est une église orthodoxe serbe située à Deč, dans la province de Voïvodine, dans le district de Syrmie et dans la municipalité de Pećinci en Serbie. Elle est inscrite sur la liste des monuments culturels de grande importance de la république de Serbie (identifiant no SK 1260).

## Présentation

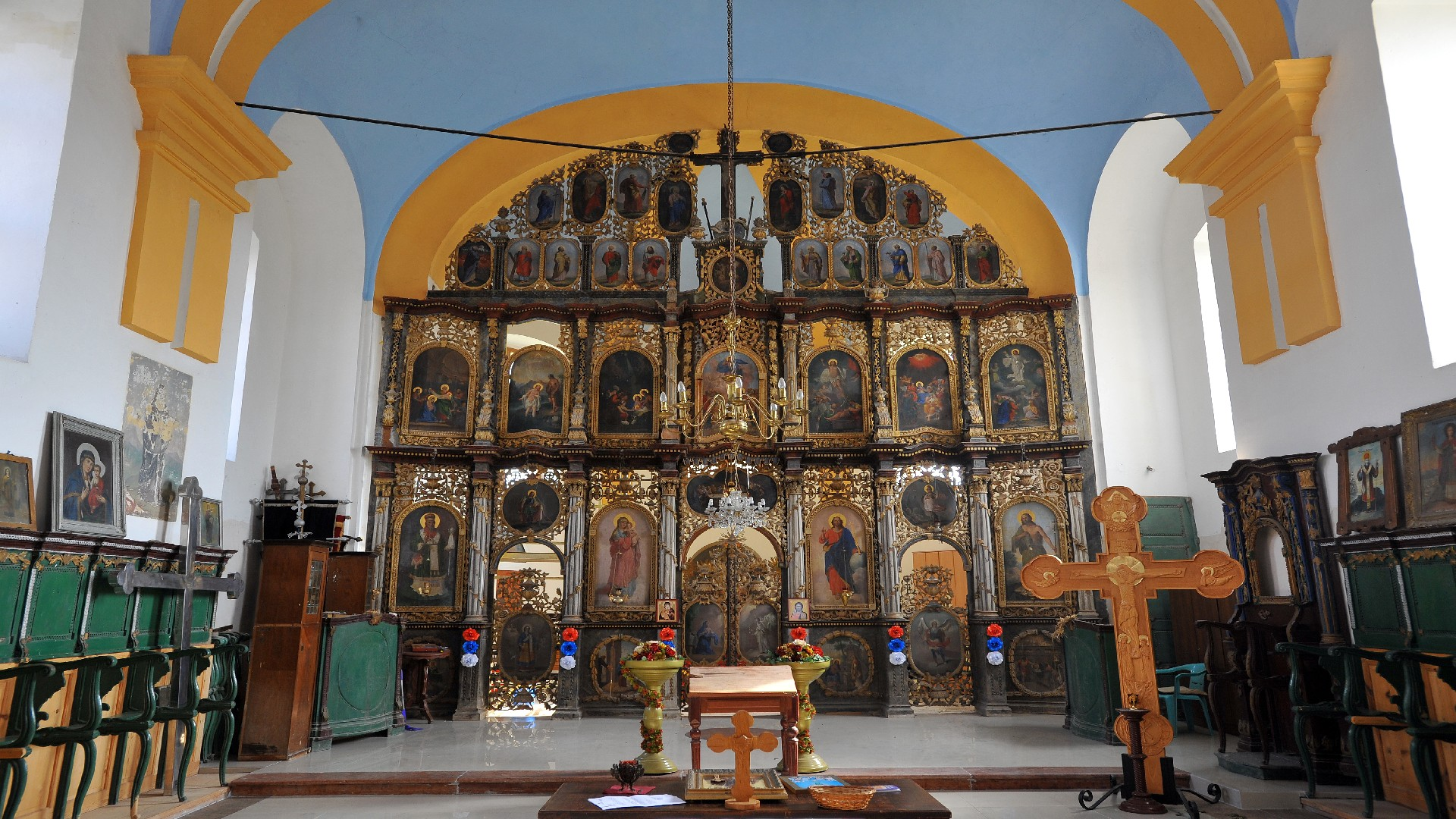
L'iconostase de l'église.

L'église de Deč a été construite entre 1828 et 1831 dans un style néo-classique. Elle est constituée d'une nef unique. Les façades sont rythmées horizontalement par des corniches moulurées et, verticalement, par des bandes lombardes ; la façade occidentale est dotée d'un petit fronton triangulaire. Le clocher d'origine, orné d'un dôme, a été dynamité par les nazis.
À l'intérieur de l'édifice se trouve important mobilier religieux, dont des réalisations du sculpteur sur bois Pavle Bošnjaković. Georgije Dević, quant à lui, a sculpté l'iconostase en 1839, richement ornée de motifs floraux ; elle a été peinte en 1848 par Konstantin Pantelić, qui a beaucoup travaillé dans les églises du Banat et de Syrmie.
L'église a été restaurée pour la dernière fois en 1928.